# Canton du Sud-Minervois
Le canton du Sud-Minervois, précédemment appelé canton de Sallèles-d'Aude, est une circonscription électorale française du département de l'Aude créée par le décret du 21 février 2014 et entrée en vigueur lors des élections départementales de 2015.

## Histoire
Un nouveau découpage territorial de l'Aude entre en vigueur en mars 2015, défini par le décret du 21 février 2014, en application des lois du 17 mai 2013 (loi organique 2013-402 et loi 2013-403). Les conseillers départementaux sont, à compter de ces élections, élus au scrutin majoritaire binominal mixte. Les électeurs de chaque canton élisent au Conseil départemental, nouvelle appellation du Conseil général, deux membres de sexe différent, qui se présentent en binôme de candidats. Les conseillers départementaux sont élus pour six ans au scrutin binominal majoritaire à deux tours, l'accès au second tour nécessitant 12,5 % des inscrits au premier tour. En outre la totalité des conseillers départementaux est renouvelée. Ce nouveau mode de scrutin nécessite un redécoupage des cantons dont le nombre est divisé par deux avec arrondi à l'unité impaire supérieure si ce nombre n'est pas entier impair, assorti de conditions de seuils minimaux. Dans l'Aude, le nombre de cantons passe ainsi de 35 à 19.
Au 1er janvier 2016, le canton de Sallèdes-d’Aude devient le canton du Sud-Minervois par décret pris le 27 décembre 2015.

## Représentation
| Période élective | Période élective | Mandat | Mandat   | Identité            | Nuance | Nuance | Qualité                                                               |
| ---------------- | ---------------- | ------ | -------- | ------------------- | ------ | ------ | --------------------------------------------------------------------- |
| 2015             | 2021             | 2015   | 2021     | Dominique Godefroid |        | PS     | Adjointe au maire de Marcorignan jusqu'en 2020                        |
| 2015             | 2021             | 2015   | 2021     | Christian Lapalu    |        | DVG    | Entrepreneur Bâtiment Maire de Ventenac-en-Minervois                  |
| 2021             | 2028             | 2021   | en cours | Danielle Dura       |        | DVG    | Ancienne adjointe au maire, conseillère municipale de Sallèles-d'Aude |
| 2021             | 2028             | 2021   | en cours | Christian Lapalu    |        | DVG    | Entrepreneur Bâtiment Maire de Ventenac-en-Minervois                  |

### Résultats détaillés

#### Élections de mars 2015
À l'issue du premier tour des élections départementales de 2015, deux binômes sont en ballottage : Dominique Godefroid et Christian Lapalu (PS, 37,42 %) et Jean-Louis Authier et Armelle Heraud (FN, 32,54 %). Le taux de participation est de 60,32 % (9 827 votants sur 16 292 inscrits) contre 57,46 % au niveau départemental et 50,17 % au niveau national.
Au second tour, Dominique Godefroid et Christian Lapalu (PS) sont élus avec 59,52 % des suffrages exprimés et un taux de participation de 62,22 % (5 441 voix pour 10 073 votants et 16 190 inscrits).

#### Élections de juin 2021
Le premier tour des élections départementales de 2021 est marqué par un très faible taux de participation (33,26 % au niveau national). Dans le canton du Sud-Minervois, ce taux de participation est de 40,13 % (7 201 votants sur 17 946 inscrits) contre 39,73 % au niveau départemental. À l'issue de ce premier tour, deux binômes sont en ballottage : Danielle Dura et Christian Lapalu (DVG, 47,63 %) et Jean-Louis Authier et Anne Maurel (RN, 26,56 %).
Le second tour des élections est marqué une nouvelle fois par une abstention massive équivalente au premier tour. Les taux de participation sont de 34,3 % au niveau national, 39,98 % dans le département et 40,87 % dans le canton du Sud-Minervois. Danielle Dura et Christian Lapalu (DVG) sont élus avec 68,62 % des suffrages exprimés (4 611 voix pour 7 336 votants et 17 949 inscrits),,.

## Composition
Le canton comprend dix-huit communes entières.
| Nom                                     | Code Insee | Intercommunalité                               | Superficie (km2) | Population (dernière pop. légale) | Densité (hab./km2) | Modifier                                    |
| --------------------------------------- | ---------- | ---------------------------------------------- | ---------------- | --------------------------------- | ------------------ | ------------------------------------------- |
| Sallèles-d'Aude (bureau centralisateur) | 11369      | CA Grand Narbonne                              | 12,55            | 3 104 (2022)                      | 247                | modifier les données · modifier les données |
| Argeliers                               | 11012      | CA Grand Narbonne                              | 10,79            | 2 128 (2022)                      | 197                | modifier les données · modifier les données |
| Bize-Minervois                          | 11041      | CA Grand Narbonne                              | 20,80            | 1 292 (2022)                      | 62                 | modifier les données · modifier les données |
| Canet                                   | 11067      | CC Région Lézignanaise, Corbières et Minervois | 14,04            | 1 853 (2022)                      | 132                | modifier les données · modifier les données |
| Ginestas                                | 11164      | CA Grand Narbonne                              | 9,50             | 1 579 (2022)                      | 166                | modifier les données · modifier les données |
| Mailhac                                 | 11212      | CA Grand Narbonne                              | 10,51            | 585 (2022)                        | 56                 | modifier les données · modifier les données |
| Marcorignan                             | 11217      | CA Grand Narbonne                              | 5,64             | 1 318 (2022)                      | 234                | modifier les données · modifier les données |
| Mirepeisset                             | 11233      | CA Grand Narbonne                              | 5,19             | 743 (2022)                        | 143                | modifier les données · modifier les données |
| Moussan                                 | 11258      | CA Grand Narbonne                              | 14,88            | 2 079 (2022)                      | 140                | modifier les données · modifier les données |
| Ouveillan                               | 11269      | CA Grand Narbonne                              | 29,98            | 2 635 (2022)                      | 88                 | modifier les données · modifier les données |
| Paraza                                  | 11273      | CC Région Lézignanaise, Corbières et Minervois | 9,47             | 700 (2022)                        | 74                 | modifier les données · modifier les données |
| Pouzols-Minervois                       | 11296      | CA Grand Narbonne                              | 10,15            | 597 (2022)                        | 59                 | modifier les données · modifier les données |
| Raissac-d'Aude                          | 11307      | CA Grand Narbonne                              | 5,93             | 234 (2022)                        | 39                 | modifier les données · modifier les données |
| Roubia                                  | 11324      | CC Région Lézignanaise, Corbières et Minervois | 7,38             | 514 (2022)                        | 70                 | modifier les données · modifier les données |
| Saint-Marcel-sur-Aude                   | 11353      | CA Grand Narbonne                              | 8,37             | 2 019 (2022)                      | 241                | modifier les données · modifier les données |
| Saint-Nazaire-d'Aude                    | 11360      | CA Grand Narbonne                              | 8,63             | 2 104 (2022)                      | 244                | modifier les données · modifier les données |
| Sainte-Valière                          | 11366      | CA Grand Narbonne                              | 6,39             | 524 (2022)                        | 82                 | modifier les données · modifier les données |
| Ventenac-en-Minervois                   | 11405      | CA Grand Narbonne                              | 6,20             | 587 (2022)                        | 95                 | modifier les données · modifier les données |
| Canton du Sud-Minervois                 | 1116       |                                                | 196,40           | 24 595 (2022)                     | 125                | modifier les données                        |

## Démographie
En 2022, le canton comptait 24 595 habitants, en évolution de +6,01 % par rapport à 2016 (Aude : +2,65 %, France hors Mayotte : +2,11 %).
| 2013   | 2018   | 2022   |
| ------ | ------ | ------ |
| 22 216 | 23 986 | 24 595 |